# Desiderius-Erasmus-Stiftung
Die Desiderius-Erasmus-Stiftung (DES) ist eine deutsche politische Stiftung mit Sitz in Lübeck. Benannt wurde sie nach Desiderius Erasmus von Rotterdam. Die DES wurde 2017 gegründet und 2018 von der rechtspopulistischen und rechtsextremen Partei Alternative für Deutschland (AfD) als parteinahe Stiftung anerkannt. Vorsitzende ist seit März 2018 die ehemalige CDU-Politikerin Erika Steinbach, die im Januar 2022 in die AfD eintrat.
Die Stiftung ist nicht mit dem Erasmus-Programm der EU zu verwechseln, mit dessen Hilfe internationaler Studentenaustausch gefördert wird. Zwar beziehen sich beide Institutionen auf Erasmus von Rotterdam, jedoch bestehen zwischen beiden in Organisation und Zielsetzung keinerlei Verbindungen.

## Geschichte
Die Desiderius-Erasmus-Stiftung wurde am 15. November 2017 in Lübeck gegründet und dort ins Vereinsregister eingetragen. Der Gründung ging die Umwandlung der bereits bestehenden, 2015 gegründeten Landesstiftung mit gleichem Namen in eine Bundesstiftung voraus. Die ebenfalls bestehende Desiderius-Erasmus-Stiftung mit Sitz in Bonn wurde zwar bereits am 20. März 2015 in Berlin in den Räumen der Bundesgeschäftsstelle der Partei Alternative für Deutschland zunächst in der Rechtsform eines Vereins gegründet, ist aber nicht der Rechtsvorgänger der heutigen bundesweit agierenden Stiftung. Nach Bildung des bundesweiten Vereins aus dem Lübecker Verein wurde eine neue Landesstiftung für Schleswig-Holstein, die Desiderius-Erasmus-Stiftung Schleswig-Holstein, gegründet.
Die Haltung der AfD zu Parteistiftungen in Deutschland ist gespalten. Der Gründungs- und ehemalige Ehrenvorsitzende Konrad Adam bezeichnete Parteistiftungen noch im Januar 2017 als „Misswuchs der bundesrepublikanischen Demokratie“.
Am 10. Dezember 2016 wurde im dritten Anlauf mit 34 Gründungsmitgliedern schließlich die Desiderius-Erasmus-Stiftung als Stiftung in Frankfurt am Main gegründet. Konrad Adam wurde wieder zum Vorsitzenden gewählt. Anfang April 2017 wurde er jedoch wegen angeblich nicht abgesprochenen Vorgehens abgewählt. Er wurde von Peter Boehringer abgelöst, auf den nach dessen Wahl zum Vorsitzenden des Haushaltsausschusses des Deutschen Bundestages im März 2018 die ehemalige CDU-Politikerin Erika Steinbach folgte.
Seit Anfang 2018 gab es eine Kontroverse in der AfD darüber, welche Stiftung bzw. welcher Verein als AfD-Stiftung anerkannt werden sollte. Die rechtsnationale Gustav-Stresemann-Stiftung konkurrierte mit der Desiderius-Erasmus-Stiftung aus Lübeck um die Gunst des Parteivorstands. Der Partei- und Fraktionsvorsitzende Alexander Gauland befürwortete die Gustav-Stresemann-Stiftung, während die Fraktionsvorsitzende Alice Weidel der Desiderius-Erasmus-Stiftung nahesteht. Auch die Akademische Erasmus-Stiftung e. V., der Johann-Gottfried-Herder-Verein für Demokratie und der Immanuel-Kant-Verein warben für sich.
Am 13. April 2018 sprach sich der Bundesvorstand der AfD für die Anerkennung der Desiderius-Erasmus-Stiftung aus, wobei die endgültige Entscheidung beim Bundesparteitag am 30. Juni 2018 fallen sollte. Laut WDR und NDR wollte sich die Stiftung zu einem späteren Zeitpunkt nach Gustav Stresemann umbenennen, sofern dies namensrechtlich möglich gewesen wäre. Beim AfD-Konvent am 6. Mai wurde jedoch vorerst beschlossen, in unmittelbarer Zeit keine Stiftung als parteinah zu bezeichnen. Grundlage für die Entscheidung war Kritik an parteinahen Stiftungen an sich.
Nach monatelanger Kontroverse fiel die Entscheidung auf dem Bundesparteitag der AfD am 30. Juni 2018 in Augsburg zugunsten der Desiderius-Erasmus-Stiftung. Fast zwei Drittel stimmten für die von der früheren CDU-Bundestagsabgeordneten und ehemaligen Präsidentin des Bundes der Vertriebenen Erika Steinbach geleitete Stiftung. Gleichzeitig sollte die Möglichkeit der Umbenennung in Gustav-Stresemann-Stiftung geprüft werden. Dies wurde später verworfen, nachdem Erben Stresemanns der Stiftung die Namensverwendung gerichtlich untersagen ließen.
Die bundesweit agierende Desiderius-Erasmus-Stiftung ist nicht identisch mit den Stiftungen Akademische Erasmus-Stiftung sowie Erasmus-Stiftung Brandenburg, die beide ebenfalls AfD-nah sind, aber eine regionale Ausrichtung auf Brandenburg bzw. Thüringen haben. Zusätzlich gibt es als Landesstiftung für Schleswig-Holstein eine DES (Lübeck), die 2015 gegründet wurde. Dieser Verein geht maßgeblich auf Klaus Peter Krause zurück, der Vorstandsmitglied war.

## Vorstand
Dem Vorstand der Stiftung gehören an:
- Erika Steinbach (Vorsitzende), AfD-Mitglied
- Joachim Keiler (Stellvertretender Vorsitzender), Landtagsabgeordneter der AfD Sachsen
- Helmut Seifen (Stellvertretender Vorsitzender), Ex-Landesvorsitzender AfD Nordrhein-Westfalen
- Gerhard Fischer (Schatzmeister), AfD-Bezirksvorstand Köln
- Knut Weßelmann (Stellvertretender Schatzmeister), AfD-Bezirksvorstand Düsseldorf
- Thore Stein (Schriftführer); AfD-Parteimitglied und Vorsitzender der Kreistagsfraktion Ludwigslust-Parchim
- Martin Louis Schmidt (Beisitzer), Landtagsabgeordneter (ehemals AfD) in Rheinland-Pfalz
- Hans Hausberger (Beisitzer), vormals Unterstützer der Partei Die Republikaner,[30] Beisitzer im AfD-Kreisverband Bodensee
- Sebastian Wippel (Beisitzer), Landtagsabgeordneter der AfD Sachsen
- Angelika Wöhler-Geske (Beisitzerin)

## Kuratorium
Am 20. März 2018 benannte die Desiderius-Erasmus-Stiftung erste Kuratoriumsmitglieder (Stiftungsrat). Im April und Juni 2018 wurde das Kuratorium ergänzt. Die Stiftung veröffentlicht keine aktuelle Liste der Mitglieder des Kuratoriums.

## Ziele
Bei der Gründung des Vereins 2015 wurde erklärt, die Stiftung wolle „die staatsbürgerliche Bildung fördern, wissenschaftliche Untersuchungen in Gang bringen, der internationalen Verständigung dienen sowie die wissenschaftliche Aus- und Weiterbildung begabter junger Menschen unterstützen“.
Der Pressesprecher der AfD Christian Lüth erklärte zur Notwendigkeit der Stiftungsgründung, sie könne Aufgaben wahrnehmen, die eine AfD nicht wahrnehmen könne. So könne sie Ideen zur Bildungs- oder Europapolitik entwickeln. „Die können Anstöße für Debatten auch innerhalb der AfD liefern“, sagte Lüth 2015. Sie wolle als „separater Thinktank“ arbeiten.
Konrad Adam äußerte in seiner Zeit als Stiftungsvorsitzender, er wolle in dem Thinktank Leute zur Weiterentwicklung der Partei zusammenbringen. „Sie sollte das Profil der AfD weniger schärfen als glätten – so dass die Partei schließlich ein freundlicheres Aussehen bekommt“, wird er von der Berliner Morgenpost Mitte Januar 2018 zitiert. AfD-Parteichefin Alice Weidel möchte die Stiftung als „Ideenschmiede“ der AfD aufbauen.

## Publikationen
Anfang Dezember 2018 erschien eine erste Monographie der Stiftung. Unter dem Titel Nachdenken für Deutschland – Wie wir die Zukunft unseres Landes sichern können gaben Erika Steinbach und Max Otte einen von 27 Kuratoriumsmitgliedern verfassten Sammelband heraus.
Im Frühjahr 2020 brachte die DES die erste Ausgabe ihrer Schriftenreihe Faktum heraus; sie enthielt Beiträge, die auf Vorträgen auf einem Kongress von 2019 zum Thema „Meinungsfreiheit“ basierten und unter anderem vom damaligen AfD-Parteichef Jörg Meuthen, vom Kommunikationswissenschaftler Norbert Bolz, vom AfD-Bundestagsabgeordneten Marc Jongen, von der ehemaligen DDR-Bürgerrechtlerin und CDU-Politikerin Vera Lengsfeld und vom Vizevorsitzenden der Stiftung, Karlheinz Weißmann, stammten. Weitere Ausgaben befassten sich mit der Bundeswehr und der Gründung des Deutschen Reiches von 1871.

## Kritik
Meron Mendel, Direktor der Bildungsstätte Anne Frank, übte wiederholt öffentliche Kritik an der Stiftung und deren damaligem Kuratoriumsvorsitzenden Max Otte, der im Januar 2021 aus dem Gremium austrat. Mendel bekräftigte, eine Förderung aus Steuermitteln müsse verhindert werden. Saba-Nur Cheema, Pädagogische Leiterin der Bildungsstätte, warnte, die Stiftung verschaffe „menschenfeindlichen Positionen einen intellektuellen Anstrich“, und das mache sie besonders gefährlich.
Kurz vor der Bundestagswahl 2021 wurde erneut Kritik an möglicherweise bevorstehenden staatlichen Zuschüssen geäußert. Laut Doron Kiesel, Wissenschaftlicher Direktor des Zentralrats der Juden, ist die Stiftung „eine rassistische, antisemitische und völkische Organisation“. Für den DGB-Vorsitzenden Reiner Hoffmann ist es „absurd, wenn der demokratische Rechtsstaat diejenigen unterstützt, die ihn abschaffen wollen“. Luisa Neubauer von Fridays for Future warf der Stiftung vor, sie schüre „Hass und Hetze“; es sei „unerträglich“, wenn die Agenda der Alternative für Deutschland über eine Stiftung auch an die Hochschulen getragen werde. Kritik äußerte auch der Autor und Mediziner Bernd Hontschik vor allem wegen der Nähe der Stiftung zur AfD. Dadurch bekenne sie sich zu einer „antidemokratischen, rassistischen, fremdenfeindlichen, mit Rechtsradikalen verbundenen Partei“.
Im März 2023 schrieb der Stern, die Stiftung hänge „in einem Netzwerk rechter und rechtsextremer Vereine, Burschenschaften und Organisationen“ und wie „eine Spinne im Netz“ verbinde sie „die sogenannte demokratische Rechte mit Splittergruppen und Thinktanks, die sich zwischen Geschichtsrevisionismus und Umsturzfantasien“ bewegten.

## Finanzierung
Nachdem ein Förderantrag der Stiftung über 1,4 Millionen Euro vom Bundestag im Rahmen der Haushaltsberatungen 2019 abgelehnt worden war, kündigte deren Vorsitzende Erika Steinbach den Gang vor das Bundesverfassungsgericht (BVerfG) an. Nach den Leitlinien einer „Gemeinsamen Erklärung“ der etablierten politischen Stiftungen von 1998 ist eine Mindestvoraussetzung für eine finanzielle Zuwendung, dass die Partei hinter der Stiftung „wiederholt“ in den Bundestag eingezogen sei. Die AfD war damals jedoch erst seit 2017 im Bundestag vertreten. Am 19. August 2020 wies das BVerfG einen AfD-Antrag auf ein Organstreitverfahren aus formellen Gründen zurück, da dieses generell nicht für die von der Partei angestrebten Verfahrensziele geeignet sei. Zugleich lehnte das Gericht eine beantragte einstweilige Anordnung sowie drei Befangenheitsanträge gegenüber beteiligten Richtern ab.
Im Februar 2022 wandte sich die AfD mit einem Eilantrag erneut an das BVerfG, der am 5. August 2022 abgelehnt wurde. Das Gericht begründete seine Entscheidung damit, dass der geltend gemachte Grundsatz der Chancengleichheit politischer Parteien gem. Art. 21 Abs. 1 S. 1 GG nicht die vorläufige Anordnung von Zahlungspflichten zugunsten politischer Stiftungen umfasse. Zudem sei kein ausreichender Anordnungsgrund geltend gemacht worden.
Mit Urteil vom 22. Februar 2023 beanstandete das BVerfG die angewendete Praxis der Stiftungsförderung für das Jahr 2019 und bestätigte die Benachteiligung der Desiderius-Erasmus-Stiftung. Zur Begründung wurde eine fehlende Gesetzgebung zu globalen Stiftungsförderungen genannt. Am 10. November 2023 beschloss der Bundestag das Gesetz zur Finanzierung politischer Stiftungen aus dem Bundeshaushalt (Stiftungsfinanzierungsgesetz – StiftFinG), um ein vom Haushaltsgesetz gesondertes Parlamentsgesetz zur Regelung der staatlichen Förderung zu schaffen. Es trat am 23. Dezember 2023 in Kraft. Danach gehört zu den Voraussetzungen der staatlichen Finanzierung parteinaher Stiftungen unter anderem, dass die der Stiftung nahestehende Partei mindestens zum dritten Mal in Fraktionsstärke in den Bundestag eingezogen ist und nicht von der staatlichen Parteienfinanzierung ausgeschlossen wurde. Außerdem muss die Stiftung Gewähr bieten, für die freiheitlich-demokratische Grundordnung sowie für den Gedanken der Völkerverständigung aktiv einzutreten. Eine Förderung der Desiderius-Erasmus-Stiftung ist vorerst ausgeschlossen, da die AfD bei der Bundestagswahl 2021 erst zum zweiten Mal in den Bundestag einzog (§ 2 Abs. 2 StiftFinG).